# Грошева, Елена Николаевна
Еле́на Никола́евна Гро́шева (род. 12 апреля 1979, Ярославль) — заслуженный мастер спорта России по спортивной гимнастике. Живёт в Канаде.

## Биография
Родилась в семье Николая Алексеевича Грошева, который более двадцати лет возглавлял один из ярославских хлебозаводов. Занимается гимнастикой с 5 лет.
Её первое значительное выступление состоялось на молодёжном чемпионате Европы в 1994 году, позднее в том же году она отправилась на чемпионат мира, где российская команда получила бронзовую медаль. Серебряный призёр чемпионата России в упражнениях на брусьях (1993), бревне (1994) и в вольных упражнениях (1995), бронзовый призёр в многоборье (1995), в упражнениях на бревне (1996) и в вольных упражнениях (1996).
В 1996 году стала второй в Кубке России в многоборье и вошла в Олимпийскую команду. На Олимпийских играх в Атланте российская команда заняла второе место. Серебряный призёр чемпионата мира в командном первенстве 1997 года.
Из-за полученной травмы Грошева оставила спорт и присоединилась к цирку «Дю Солей» — выступала в 1500 шоу более чем в 15 странах мира. Училась в канадском университете, где изучала французский язык. 16 июня 2006 года в Ярославле вышла замуж за канадского композитора Стива Баракатта. 9 марта 2007 вместе с мужем назначены Послами доброй воли ЮНИСЕФ от Канады, став первой парой в истории ЮНИСЕФ, совместно получившей это почётное звание. 3 августа 2008 года родила дочь Викторию. Ныне продюсер.

## Награды
- Медаль ордена «За заслуги перед Отечеством» II степени (6 января 1997 года) — за заслуги перед государством и высокие спортивные достижения на XXVI летних Олимпийских играх 1996 года[6]